# Кевин Трап
Кевин Трап (Мерциг, 8. јул 1990) је немачки професионални фудбалер, који игра на позицији голмана, тренутно наступа за Ајнтрахт Франкфурт и за фудбалску репрезентацију Немачке.
Професионалну каријеру започео је у ФК Кајзерслаутерн, а 2012. године потписао је уговор са ФК Ајнтрахт Франкфурт и за њега бранио три године, на лигашким и мечевима УЕФА лиге Европе. За ФК Париз Сен Жермен потписао је уговор 2015. године и за њега бранио на Купу конфедерација у фудбалу 2017. године.

## Клупска каријера

### Кајзерслаутерн
Каријеру је започео је у ФК Кајзерслаутерн, а прву утакмицу одиграо је 9. августа 2008. године на мечу против ФК Карл Цајс Јена. Деби у Бундеслиги имао је 12. марта 2011. године на утакмици против ФК Фрајбург.

### Ајнтрахт Франкфурт
Године 2012. напустио је Кајзерслаутерн и потписао четворогодишњи уговор са ФК Ајнтрахт Франкфурт. Доживео је повреду у репрезентацији Немачке до 21 године и завршио сезону у марту 2013. године.

### Париз Сен Жермен
Трап је 8. јула 2015. године потписао петогодишњи уговор за ФК Париз Сен Жермен. Током сезоне 2015/16 био је први голман тима у на утакмицама у Првој лиги Француске и у Лиги шампиона, у сезони 2015/16.
Бранио је на голу 8. маја 2018. године у финалу Купа Француске.

## Репрезентативна каријера
Трап је био члан неколико омладинских репрезентација Немачке, укључујући и фудбалску репрезентацију Немачке до 21 године, за коју је играо 11 пута. За сениорску селекцију Немачке први пут је заиграо на Квалификацијама за Европско првенство у фудбалу 2016. године, на мечу против фудбалске репрезентације Гибралтара, 13. јуна 2015. године.
Изабран је да брани на голу селекције Немачке на Купу конфедерација у фудбалу 2017. године, али ипак био је на клупи и није бранио ни на једном мечу.
У јуну 2018. године позван је у поставу селекције Немачке за Светско првенство у фудбалу 2018., које је одржано у Русији.

## Клупска статистика
До 27. маја 2018
| Клуб               | Сезона            | Лига                | Лига | Лига | Национални куп | Национални куп | Континентални куп | Континентални куп | Остало | Остало | Укупно | Укупно |
| Клуб               | Сезона            | Лига                | Ута  | Гол  | Ута            | Гол            | Ута               | Гол               | Ута    | Гол    | Ута    | Гол    |
| ------------------ | ----------------- | ------------------- | ---- | ---- | -------------- | -------------- | ----------------- | ----------------- | ------ | ------ | ------ | ------ |
| Кајзерслаутерн     | 2009/10           | Бундеслига          | 0    | 0    | 1              | 0              | —                 | —                 | —      | —      | 1      | 0      |
| Кајзерслаутерн     | 2010/11           | Бундеслига          | 9    | 0    | 0              | 0              | —                 | —                 | —      | —      | 9      | 0      |
| Кајзерслаутерн     | 2011/12           | Бундеслига          | 23   | 0    | 3              | 0              | —                 | —                 | —      | —      | 26     | 0      |
| Кајзерслаутерн     | Укупно            | Укупно              | 32   | 0    | 4              | 0              | —                 | —                 | —      | —      | 36     | 0      |
| Ајнтрахт Франкфурт | 2012/13           | Бундеслига          | 26   | 0    | 1              | 0              | —                 | —                 | —      | —      | 27     | 0      |
| Ајнтрахт Франкфурт | 2013/14           | Бундеслига          | 34   | 0    | 3              | 0              | 9                 | 0                 | —      | —      | 46     | 0      |
| Ајнтрахт Франкфурт | 2010/11           | Бундеслига          | 22   | 0    | 1              | 0              | —                 | —                 | —      | —      | 23     | 0      |
| Ајнтрахт Франкфурт | Укупно            | Укупно              | 82   | 0    | 5              | 0              | 9                 | 0                 | —      | —      | 96     | 0      |
| Париз Сен Жермен   | 2015/16           | Прва лига Француске | 35   | 0    | 0              | 0              | 10                | 0                 | 1      | 0      | 46     | 0      |
| Париз Сен Жермен   | 2016/17           | Прва лига Француске | 24   | 0    | 4              | 0              | 2                 | 0                 | 1      | 0      | 31     | 0      |
| Париз Сен Жермен   | 2017/18           | Прва лига Француске | 4    | 0    | 10             | 0              | 0                 | 0                 | 0      | 0      | 14     | 0      |
| Париз Сен Жермен   | Укупно            | Укупно              | 63   | 0    | 14             | 0              | 12                | 0                 | 2      | 0      | 91     | 0      |
| Укупно у каријери  | Укупно у каријери | Укупно у каријери   | 177  | 0    | 23             | 0              | 21                | 0                 | 2      | 0      | 223    | 0      |

### Репрезентативна статистика
До 17. јуна 2018.
| Немачка | Немачка | Немачка |
| Год     | Ута     | Гол     |
| ------- | ------- | ------- |
| 2017    | 2       | 0       |
| 2018    | 1       | 0       |
| Укупно  | 3       | 0       |

## Трофеји

### Клупски
Париз Сер Жермен
- Прва лига Француске: 2015/16, 2017/18.[13]
- Куп Француске: 2016/17, 2017/18.[14]
- Француска лига куп: 2016/17, 2017/18.
- Суперкуп Француске: 2015, 2016, 2017, 2018, 2019.

Ајнтрахт Франкфурт
- УЕФА Лига Европе: 2021/22.

### Интернационални
Немачка
- Куп конфедерација у фудбалу: 2017

### Индивидуални
- Тим УЕФА лиге у групној фази: 2015[15]